# Ropatec Big Star Vertical
L'aerogeneratore Ropatec Big Star Vertical è un modello di turbina a vento ad asse verticale (VAWT). Si tratta un'evoluzione dell'aerogeneratore Darrieus. La Ropatec ha la sua sede in Italia.

## Caratteristiche
La turbina dispone di quattro pale verticali con profilo alare. La sua potenza nominale è di 20 kW.